# Claire Chennault
Claire Lee Chennault (ur. 6 września 1893 w Commerce w Teksasie, zm. 27 lipca 1958 w Nowym Orleanie) – amerykański lotnik wojskowy, generał porucznik, organizator i dowódca „Latających Tygrysów”.

## Lata młodości
Urodził się w Commerce w Teksasie, ale wychował się w Waterproof w Luizjanie. Data jego urodzenia budziła pewne kontrowersje, gdyż sam podawał 1890 rok (być może związane było to z próbą wcześniejszego dostania się do akademii wojskowej w West Point). W latach 1909–1910 studiował na Uniwersytecie Luizjany, później, po ukończeniu college'u uczył w szkole w Luizjanie. Podczas I wojny światowej, w 1917 został powołany do wojska, po czym wstąpił do Korpusu Powietrznego Armii Stanów Zjednoczonych, służąc początkowo w łączności.
W 1919 ukończył kurs pilotażu w Kelly Field w San Antonio, po czym służył w jednostkach myśliwskich, m.in. w latach 1923-1926 dowodził 19 Dywizjonem Pościgowym na Hawajach. Następnie służył jako instruktor w amerykańskim lotnictwie. Brał też udział w pokazach lotniczych. W 1929 awansował na stopień kapitana. W 1931 ukończył Taktyczną Szkołę Korpusu Powietrznego w Langley Field. W czerwcu 1936 awansował na stopień majora i był kierownikiem wyszkolenia myśliwskiego w Maxwell Field. W 1937 odszedł jednak ze służby z powodu problemów ze słuchem i konfliktami z przełożonymi.

## U boku Czang Kaj-szeka
W tym samym roku wyjechał do Chin, zaatakowanych przez Japonię. Został tam doradcą do spraw lotnictwa chińskiego przywódcy Czang Kaj-szeka i zajmował się szkoleniem lotników chińskich. W lecie 1941 został mianowany generałem brygady w armii chińskiej i zajął się organizowaniem Amerykańskiej Grupy Ochotniczej (AVG) złożonej z lotników, którzy przed przystąpieniem USA do wojny chcieli walczyć w Chinach, znanej następnie lepiej jako „Latające Tygrysy” (Flying Tigers). Kierował szkoleniem pilotów i dowodził tą jednostką podczas jej walk od grudnia 1941 do 1942.
15 kwietnia 1942 został ponownie powołany do lotnictwa amerykańskiego, w stopniu pułkownika, a wkrótce generała brygady. W lipcu został mianowany dowódcą lotnictwa amerykańskiego w Chinach. W marcu 1943 został awansowany do stopnia generała majora US Army Air Forces i mianowany dowódcą amerykańskiej 14 Armii Powietrznej (14th Air Force) w Chinach. W lipcu 1945 przeszedł w stan spoczynku.
Po wojnie, w 1946, powrócił do Chin, gdzie toczyła się wówczas wojna domowa między Kuomintangiem a komunistami. Utworzył paramilitarną linię lotniczą Civil Air Transport (CAT), wspierającą ruchy antykomunistyczne w regionie we współpracy z wywiadem amerykańskim (później przekształconą w Air America). W 1950 sprzedał udziały w CAT amerykańskim agendom rządowym i opuścił Chiny.

## Śmierć
Zmarł na raka 27 lipca 1958 w Nowym Orleanie. Przed śmiercią, 18 lipca 1958 otrzymał honorowy tytuł generała porucznika United States Air Force. Został pochowany na Cmentarzu Narodowym w Arlington.

## Odznaczenia
- Medal Sił Lądowych za Wybitną Służbę – dwukrotnie
- Legia Zasługi
- Zaszczytny Krzyż Lotniczy – dwukrotnie
- Medal Lotniczy
- Medal Zwycięstwa
- Medal Amerykańskiej Służby Obronnej
- Medal Kampanii Amerykańskiej
- Medal Kampanii Azji-Pacyfiku
- Medal Zwycięstwa w II Wojnie Światowej
- Order Wojskowy Niebieskiego Nieba i Białego Słońca (Republika Chińska)
- Order Chmury i Sztandaru III klasy (Republika Chińska)
- Medal Zwycięstwa w Wojnie Antyjapońskiej
- Honorowy Komandor Orderu Imperium Brytyjskiego
- Legia Honorowa (Francja)
- Krzyż Wojenny z plamą (Francja)

## Pamięć
Jego pomnik stoi w stolicy Tajwanu – Tajpej.